# Maison de la Chicorée d'Orchies
La maison de la chicorée est située à Orchies (Nord).

## Historique
Alphonse-Henri-Eugène Leroux (1866-1847) rassemble des objets anciens liés à l'activité de la chicorée.

## Collections
- Collections des œuvres de Henri Rivière (1864-1951) neveu d'Alphonse-Henri-Eugène Leroux.
- Collection de pots de pharmacie consacrés à la chicorée.